# Suleyman Sleyman
Suleyman Sleyman est un footballeur suédois, né le 28 décembre 1979 à Södertälje en Suède. Il évolue comme arrière gauche.

## Sélection
- Suède : 1 sélection
- Première sélection le 13 janvier 2008 : Costa Rica - Suède (0-1)

Suleyman Sleyman obtient sa première (et pour l'instant unique) sélection en étant titulaire lors d'un match amical contre le Costa Rica en janvier 2008.

## Palmarès
Hammarby IF
- Champion de Suède (1) : 2001

 Syrianska FC
- Champion de Suède de Division 2 (1) : 2010

## Vie privée
Suleyman fait partie de la forte population araméenne présente en Suède, d'où sa présence au Syrianska FC. Ce club ayant pour but de regrouper le maximum de joueurs araméens.
Son frère Aday est d'ailleurs le 3e gardien du club.